# Ruine Briel

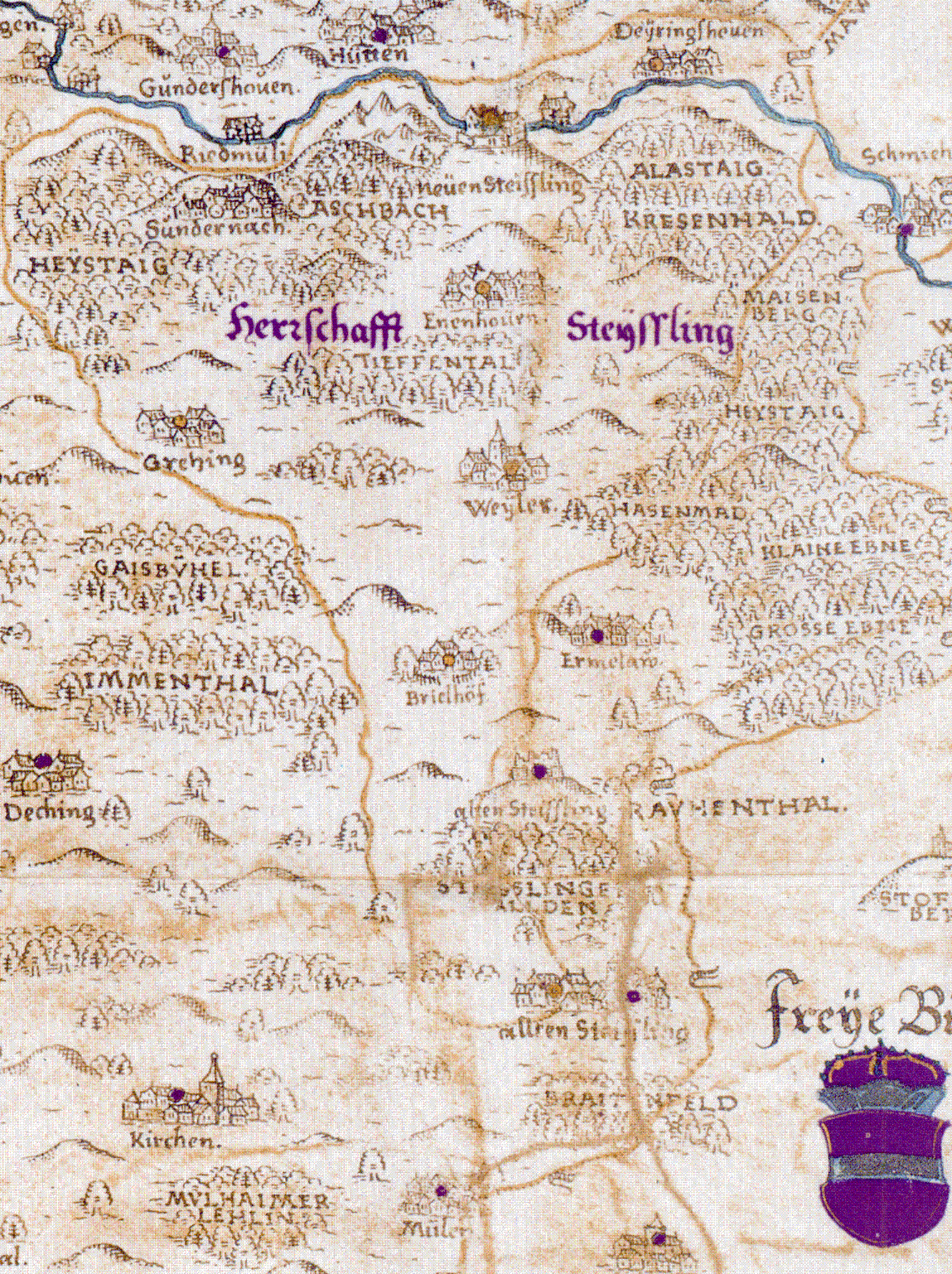
Die Herrschaft Neusteusslingen im Jahre 1596 (Ausschnitt aus Gadner). Eingetragen sind auch Dorf und Burg Altsteußlingen, die letztere bereits als Ruine

Die Ruine Briel, auch Brielburg, Harscherburg oder richtig Altsteußlingen genannt, ist eine abgegangene Spornburg auf einem kegelförmigen 648 m ü. NN hohen Bergsporn östlich des Weilers Briel, nordwestlich der Stadt Ehingen im Tübinger Alb-Donau-Kreis in Baden-Württemberg.

## Geschichte
Die Herren von Steußlingen werden um 990 erstmals erwähnt; sie saßen damals wohl auf einer kleinen Burg in oder beim Ort Altsteußlingen und erbauten sich später eine besser zu verteidigende Höhenburg im nahegelegenen Brieltal auf dem Gipfel eines durch die Urdonau nicht vollständig ausgebildeten Umlaufberges. Die Burg liegt höhenmäßig niedriger als der ursprüngliche Burgweiler Briel auf der gegenüberliegenden Talhöhe im Westen, was im Burgenbau eher selten ist. Dies dürfte wohl auch der Grund gewesen sein, weshalb die Burg bereits im Spätmittelalter, als gegen Ferngeschütze nicht zu verteidigen, aufgegeben wurde. Burg Altsteußlingen dürfte ursprünglich wohl nur „Steußlingen“ genannt worden sein, bis zum Bau der Burg Neusteußlingen am Nordrande der Herrschaft Steußlingen über dem Schmiechtal. Burg Altsteußlingen ist daher als Stammsitz des Adelsgeschlechts derer von Steußlingen zu betrachten; der bekannteste Vertreter der Familie Anno von Steußlingen dürfte wohl im Dorf Altsteußlingen geboren worden sein, da um 1010, dem Zeitpunkt seiner Geburt, der Burgenbau auf Anhöhen noch ungebräuchlich war.
Die Herren von Steußlingen starben um 1387 mit Konrad II. von Steußlingen im Mannesstamme aus. Erben der Herrschaft Steußlingen und der Burg Altsteußlingen wurden die Herren von Freyberg.
Inhaber der Burg als Nachfolger der Steußlinger waren:
- 1367 Burchard von Freyberg
- nach 1384 Heinrich von Freyberg von Schöneck
- 1408, 1415, 1417, 1420 und 1428 Friedrich von Freyberg
- 1434 sind die Brüder Friedrich, Heinrich und Peter von Freyberg mit der „Veste“ Altsteußlingen durch Württemberg belehnt
- 1436 und 1443 ist Friedrich von Freyberg alleiniger Lehensträger
- 1452 ist Jörg von Freyberg Lehensträger
- 1455 ist Wolfgang von Stein, dann Konrad von Stein Lehensträger
- 1461 und 1469 trägt das Lehen Wilhelm Löw, Bürger zu Ulm
- 1469 sind Burkhardt von Freyberg und Hans Ströhlin Lehensträger für die Frau des Wilhelm Löw
- 1480 sind Wilhelm von Wernau und Hans Lucas Baltinger Lehensträger für die Witwe des Wilhelm Löw
- 1485 verkauft Margareta Ströhler Schloß Altsteußlingen samt Zubehör an Hans Speth von Schülzburg
- 1489 Februar 14 genehmigt Graf Eberhard von Württemberg als Lehnsherr den Verkauf von Burg Altsteußlingen samt Briel an das Spital in Ehingen a. D.; das Spital musste aber „die Feste oder das Schloß Altsteußlingen zerbrechen oder vergehen lassen, also daß es nicht mehr im Bau bliebe oder ferner gebaut werden soll“. Dies wurde bald ausgeführt, denn bereits am 15. Februar 1490 genehmigte der Bischof von Konstanz den Abbruch der Burgkapelle.[2]
- 1489 April 21 verkauft Hans Speth von Schülzburg Schloß Altsteußlingen samt Zubehör an das Ehinger Spital

## Beschreibung
1927 wurden die Grundmauern der Burg von dem Burgenforscher Konrad Albert Koch freigelegt. Das wichtigste Ergebnis der Grabungen Kochs war ein Grundrissplan der Burg, wonach Koch erstmals eine Rekonstruktion versuchte. Koch fand u. a. Buckelquader aus Kalkstein der Grundmauern des Bergfrieds, so dass der Bau der Anlage in die Jahrzehnte um 1200 datiert werden kann.
Die Anlage war von durchaus beachtlicher Größe, welches aus den heute ebenerdig noch sichtbaren Mauerresten nicht ohne weiteres abgelesen werden kann. Der Zugang zur Burg lag im Südosten, von wo man über einen schmalen Bergrücken, wo ein Torwächterhaus stand, über den Halsgraben mit der Zugbrücke durch das Haupttor in die Burg eintrat. Die wichtigsten Burggebäude lagen auf der felsigen Anhöhe im Nordosten aufgereiht: Südostbau, Oberer kleiner Hof, Burgkapelle, Bergfried mit Palas, schließlich Innerer Hof. Im Südwesten lagen zwei weitere Gebäude. Die ganze innere Burg war mit einer Mauer umgeben. Die Burg war fast vollständig von einer zweiten Mauer, der Zwingermauer umgeben, welche durch sechs runde Schalentürme weiter gesichert war. Zwischen Zwingermauer und innerer Burgmauer befand sich der Burggraben, welcher um die ganze Anlage herumlief. Außerhalb der Zwingermauer im Nordosten befanden sich noch mehrere Wohn- und Wirtschaftsgebäude.

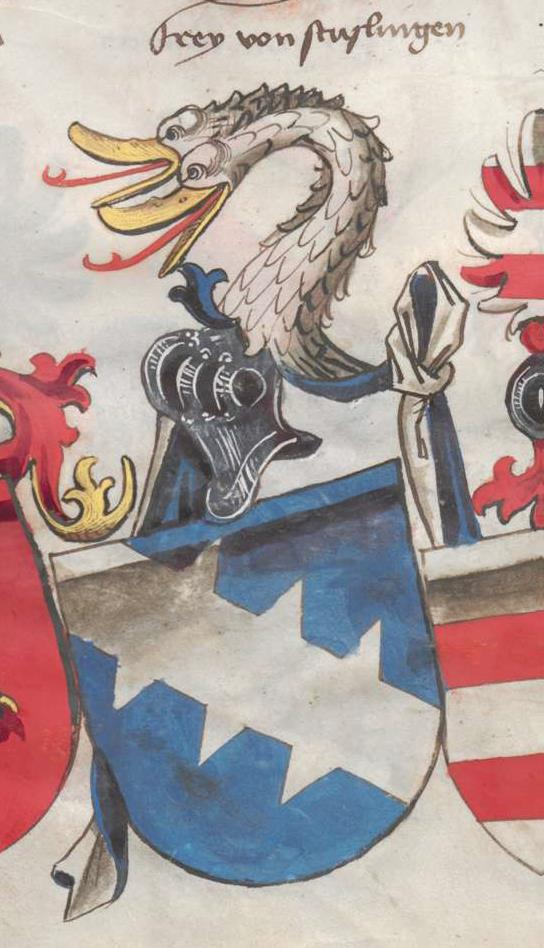
Wappen der ausgestorbenen Adelsfamilie von Steußlingen, Wappenbuch des Conrad Grünenberg, vor 1494

Beim Abbruch wurde die Burg wie üblich als Steinbruch ausgeschlachtet, weshalb heute von der ehemals etwa hundert Meter langen und sechzig Meter breiten Burganlage ebenerdig nur noch verschüttete Mauerreste und der Halsgraben zu sehen sind.